# ويرال
مقاطعة ويرال هي إحدى المناطق الحضرية في مرزيسايد الواقعة في شمال غرب إنجلترا. يبلغ عدد سكانها 321238 نسمة، تقدر مساحتها حوالي 60 ميل مربع (160 كـم2)، يحدها نهر المرزي من الشرق، والبحر الأيرلندي من الشمال ونهر دي من الغرب. تشكلت البلدة في 1 أبريل 1974 بموجب قانون الحكومة المحلية لعام 1972.